# Чалыш (Узбекистан)
Чалы́ш (узб. Cholish, Чолиш) — посёлок городского типа в Ургенчском районе Хорезмской области Узбекистана. Расположен на левом берегу Амударьи, в 20 км от ж.-д. станции Ургенч на линии Туркменабад — Бейнеу. Основа хозяйства посёлка — это виноградарство; здесь выращивают такие знаменитые сорта винограда как «саперави», «каберне» и «мускат».